# Grete Mostny
Grete Mostny (Linz, 1914. szeptember 17. – Santiago, 1991. december 15.) osztrák származású chilei antropológus. Hazáját a nácik miatt kellett elhagynia, doktori címét Belgiumban szerezte meg, mielőtt Chilébe költözött, ahol számos régészeti ásatást vezetett Dél-Amerikában, és a Chilei Nemzeti Természettörténeti Múzeum igazgatói posztját is betöltötte.

## Élete
Mostny Linzben született 1914-ben, zsidó családban. A Bécsi Egyetemre járt, ahol egyiptológiát, afrikai tanulmányokat, nyelveket és őskori történelmet tanult, és tagja volt Marianne von Werther szalonjában az egyiptológusok exkluzív Egyptologist Totenbuch-körének, az egyiptológia szak tanáraival együtt. Disszertációját, melyet az óbirodalmi egyiptomi nők öltözködéséről írt, már 1937 decemberében befejezte és megvédte, ugyanekkor vizsgái egy részét is letette, de mielőtt a záróvizsgát is letehette volna, hatalomra jutottak a nácik és távoznia kellett az egyetemről. Doktorátusát csak Brüsszelben tudta megszerezni, 1939-ben. Eddigre már Kairóban és Luxorban is részt vett ásatásokon. Egy chilei barátja segítségével édesanyjával és öccsével, Kurttal 1939-ben Chilébe költözött, ahová számos német menekült érkezett 1939-ben; az országban már jelentős német közösség élt, de ez az antiszemitizmusnak is táptalajt adott. Még ebben az évben Santiagóban kezdett dolgozni, a Chilei Nemzeti Természettörténeti Múzeum antropológia részlegén. 1943-ban a részleg vezetője lett.
A háború végén az osztrák kormány elküldte neki a diplomáját és kérte, hogy térjen vissza Ausztriába, a Bécsi Egyetemen tanítani, de ő Chilében maradt és 1946-ban felvette a chilei állampolgárságot. Ugyanebben az évben régészeti ásatásokba kezdett, a chilei őslakosokat tanulmányozta Alejandro Lipschutz professzorral. Számos dél-amerikai régészeti ásatás vezetője volt; 1954-ben közreműködött a plomói múmia – egy, az inkák által feláldozott gyermek múmiája – felfedezésében. 1959-ben részt vett a Chilei Múzeumok Szövetsége megalapításában. 1964-ben Mostny átvette a múzeumigazgatói posztot Humberto Fuenzalida Villegastól, és 1982-ig vezette az intézményt.
Első férje Fischel Wassner, egy sombrerogyár tulajdonosa volt. Megözvegyülése után Juan Gómez Millashoz, a Chilei Egyetem volt rektorához és oktatásügyi államtitkárhoz ment feleségül. Rákban hunyt el Santiagóban, 1991-ben.

## Öröksége
A Bécsi Egyetem honlapján megtalálható életrajza, a nemzetiszocializmus üldözöttjeié között. Az egyetem díjat alapított a tiszteletére, melyet a történelmi és kulturális tanulmányok karon írt disszertációért ítélnek oda, 2013 óta. Mostny disszertációjának egy összefoglalója egy rövid életrajzzal együtt szerepel egy kerámiatáblán a hallstatti sóbányában, „Az emberiség emlékezete” program részeként.

## Fordítás
- Ez a szócikk részben vagy egészben  a   Grete Mostny című angol Wikipédia-szócikk ezen változatának fordításán alapul.  Az eredeti cikk szerkesztőit annak laptörténete sorolja fel. Ez a jelzés csupán a megfogalmazás eredetét és a szerzői jogokat jelzi, nem szolgál a cikkben szereplő információk forrásmegjelöléseként.